# 曹锟旧居 (南海路永健里1号)
曹锟旧居是中华民国初年直系军阀的首领、第六任中华民国大总统、国民政府陆军一级上将曹锟下野后在天津的旧居，该建筑始建于1923年，坐落于当时的天津英租界的摩西道（Mersey Road）（今和平区南海路永健里1号），目前是天津市文物保护单位和重点保护等级历史风貌建筑。现为中国民主促进会天津市委员会办公楼。

## 内部链接
- 曹锟旧居 (洛阳道)
- 曹锟旧居 (进步道)